# 2-Гидроксиэстрадиол
2-Гидроксиэстрадиол (2-OHE2), также известный как эстра-1,3,5 (10)-триен-2,3,17β-триол, является эндогенным стероидом, катехиновым эстрогеном и метаболитом эстрадиола, а также позиционный изомер эстриола. 